# Тоби Амусан
Олуватобилоба Ајомиде "Тоби" Амусан (рођена 23. априла 1997.) је нигеријска атлетичарка, светска рекордерка у трци на 100 метара са препонама. Она је шампионка света, Комонвелта и Африке на 100 м препоне. Када је победила на Светском првенству 2022. у трци на 100 м са препонама, Амусан је постала прва нигеријска светска шампионка. Када је у полуфиналу истог Светског првенства истрчала нови светски рекорд од 12,12 секунди (са ветром који је дувао у леђа у дозвољеној јачини од +0,9 м/с), Амусан је постала прва нигеријска светска рекордерка у једној атлетској дисциплини. Амусан је освојила узастопне титуле Игара Комонвелта и Првенства Африке 2018. и 2022. у трци на 100 м препоне. Она је такође актуелна шампионка Дијамантске лиге у трци на 100 метара са препонама, освајајући узастопне титуле 2022. и 2023. године.

## Одрастање и образовање
Тоби Амусан је рођена у Ијебу Одеу, област Огун, Нигерија, од родитеља који су обоје школски наставници. Тоби, како је од миља зову, најмлађа је од троје деце. Похађала је средњу школу Богородице од Апостола у свом родном граду. У мају 2023. године, Амусан је стекла диплому мастера лидерства и спортског менаџмента на Универзитету Тексас у Ел Пасу.

## Каријера

### 2022: Шампионка света и нова светска рекордерка
Амусан је учествовала на Светском првенству одржаном у Јуџину у Орегону у јулу 2022. као кандидат за медаљу након два узастопна четврта места на претходним шампионатима. У тркама је поправила свој афрички рекорд на 12.40, побољшавајући се за додатних 0,01 секунде. У полуфиналу, Амусан је поставила нови светски рекорд од 12,12 секунди, оборивши досадашњи најбољи резултат од 12,20 којег је држала Американка Кендра Харисон од 2016. Овим рекордом, Амусан је постала први светски рекордер у атлетици из Нигерије. Њен рекорд од 12,12 је било највеће побољшање за светски рекорд у трци на 100 м препоне у задњих 42 године. Она је још једном надмашила свој рекорд у финалу, трчећи 12.06 (уз асистенцију ветра од недозвољених 2.5 м/с, чиме рекорд није признат). Амусан је златном медаљом у Јуџину постала први светски шампион из Нигерије на Светском првенству у атлетици.
У августу на Играма Комонвелта у Бирмингему, Амусан је успешно одбранила титулу, освојивши другу узастопну златну медаљу на 100 м препоне са новим рекордом Игара од 12.30. Такође је помогла нигеријској женској штафети 4 × 100 м да стигне до злата.

### 2023
Дана 16. јула 2023., Амусан је у трци на 100 м с препонама трчала 12,34 секунде на сусрету Дијамантске лиге у Пољској. Три дана касније, Амусан је оптужена за пропуштање три антидопинг контроле и добила је привремену суспензију. Дисциплински суд је 17. августа 2023. утврдио да Амусан није починила кршење антидопинг правила од три грешке у вези са пријављеним местом боравка у периоду од 12 месеци, па је тако њена привремена суспензија укинута.
На Светском првенству 2023. одржаном у Будимпешти, завршила је као шеста у финалу трке на 100 м са препонама.

## Достигнућа

### Међународна такмичења
| Година | Такмичење                          | Место                           | Позиција | Дисциплина                    | Резултат         | Белешка          |
| ------ | ---------------------------------- | ------------------------------- | -------- | ----------------------------- | ---------------- | ---------------- |
| 2013.  | Афричко првенство за млађе јуниоре | Вари, Нигерија                  | 2.       | 200 м                         | 24,45            |                  |
| 2013.  | Афричко првенство за млађе јуниоре | Вари, Нигерија                  | 3.       | Скок удаљ                     | 5,52 м           |                  |
| 2013.  | Светско првенство за млађе јуниоре | Доњецк, Украјина                | —        | 200 м                         | Дисквалификована |                  |
| 2013.  | Светско првенство за млађе јуниоре | Доњецк, Украјина                | —        | Штафета 100 x 200 x 300 x 400 | Дисквалификоване |                  |
| 2014.  | Афричко првенство за млађе јуниоре | Габороне, Боцвана               | 2.       | 100 м препоне                 | 13,92            |                  |
| 2014.  | Светско првенство за јуниоре       | Јуџин, САД                      | —        | 100 м препоне                 | Одустала         |                  |
| 2015.  | Афричко првенство за јуниоре       | Адис Абеба, Етиопија            | 1.       | 100 м препоне                 | 14,26            |                  |
| 2015.  | Афричке Игре                       | Бразавил, Република Конго       | 1.       | 100 м препоне                 | 13,15            |                  |
| 2016.  | Светско првенство за јуниоре       | Бидгошч, Пољска                 | 5.       | 100 м препоне                 | 12,95            |                  |
| 2016.  | Олимпијске игре                    | Рио де Жанеиро, Бразил          | 11.      | 100 м препоне                 | 12,91            |                  |
| 2017.  | Светско првенство                  | Лондон, Уједињено Краљевство    | 14.      | 100 м препоне                 | 13,04            |                  |
| 2018.  | Светско првенство у дворани        | Бирмингем, Уједињено Краљевство | 7.       | 60 м препоне                  | 8,05             |                  |
| 2018.  | Игре Комонвелта                    | Голд Коуст, Аустралија          | 1.       | 100 м препоне                 | 12,68            |                  |
| 2018.  | Игре Комонвелта                    | Голд Коуст, Аустралија          | 3.       | 4 × 100 м штафета             | 42,75            |                  |
| 2018.  | Афричко првенство                  | Асаба, Нигерија                 | 1.       | 100 м препоне                 | 12,86            |                  |
| 2018.  | Афричко првенство                  | Асаба, Нигерија                 | 1.       | 4 × 100 м штафета             | 43,77            |                  |
| 2018.  | Континентални куп у атлетици       | Острава, Чешка                  | 5.       | 100 м препоне                 | 12,96            |                  |
| 2018.  | Континентални куп у атлетици       | Острава, Чешка                  | —        | 4 × 100 м штафета             | Дисквалификоване |                  |
| 2019.  | Афричке Игре                       | Рабат, Мароко                   | 1.       | 100 м препоне                 | 12,68            |                  |
| 2019.  | Светско првенство                  | Доха, Катар                     | 4.       | 100 м препоне                 | 12,49            |                  |
| 2021.  | Олимпијске игре                    | Токио, Јапан                    | 4.       | 100 м препоне                 | 12,60            |                  |
| 2021.  | Олимпијске игре                    | Токио, Јапан                    | 12.      | 4 × 100 м штафета             | 43,25            |                  |
| 2022.  | Афричко првенство                  | Порт Луис, Маурицијус           | 1.       | 100 м препоне                 | 12,57            |                  |
| 2022.  | Афричко првенство                  | Порт Луис, Маурицијус           | 1.       | 4 × 100 м штафета             | 44,45            |                  |
| 2022.  | Светско првенство                  | Јуџин, САД                      | 1.       | 100 м препоне                 | 12,06 (+2,5 м/с) |                  |
| 2022.  | Игре Комонвелта                    | Бирмингем, Уједињено Краљевство | 1.       | 100 м препоне                 | 12,30            | (рекорд игара)   |
| 2022.  | Игре Комонвелта                    | Бирмингем, Уједињено Краљевство | 1.       | 4 x 100 м штафета             | 42,10            | (Афрички рекорд) |
| 2023.  | Светско првенство                  | Будимпешта, Мађарска            | 6.       | 100 м препоне                 | 12,62            |                  |

### Лични рекорди
| Дисциплина              | Време  | Ветар    | Место                       | Датум             | Напомене                                                                                         |
| ----------------------- | ------ | -------- | --------------------------- | ----------------- | ------------------------------------------------------------------------------------------------ |
| 60 метара у дворани     | 7,41   |          | Албукерки, САД              | 2. фебруар 2019.  |                                                                                                  |
| 60 метара са препонама  | 7,84   |          | Карлсруе, Немачка           | 31. јануар 2020.  |                                                                                                  |
| 100 метара              | 11,14  | 0,0 м/с  | Албукерки, САД              | 21. април 2022.   |                                                                                                  |
| 200 метара              | 22,66  | -1,1 м/с | Албукерки, САД              | 21. април 2022.   |                                                                                                  |
| 200 метара у дворани    | 23,35  |          | Бирмингем, САД              | 19. фебруар 2017. |                                                                                                  |
| 100 метара са препонама | 12,12  | +0,9 м/с | Јуџин, САД                  | 24. јул 2022.     | Светски рекорд                                                                                   |
| 100 метара са препонама | 12,06* | +2.5 м/с | Јуџин, САД                  | 24. јул 2022.     | *Резултат није признат зато што је ветар дувао јаче од дозвољене брзине од +2.0 метара у секунди |
| 4 × 100 м штафета       | 42,10  |          | Бирмингем, Велика Британија | 7. август 2022    | Афрички рекорд                                                                                   |
| Скок у даљ              | 6,07 м | +1.7 м/с | Беркли, Калифорнија, САД    | 23. април 2016.   |                                                                                                  |
| Скок у даљ у дворани    | 6,15 м |          | Албукерки, САД              | 3. фебруар 2017.  |                                                                                                  |